# Musée agathois Jules-Baudou
Le Musée agathois Jules-Baudou est un musée municipal d’arts et traditions populaires ainsi que de beaux-arts, situé dans le centre-ville d'Agde, dans le département français de l'Hérault en région Occitanie.

## Historique
Le musée a été créé en 1932 à partir d'une collection d'objets réunie par l'association « Escolo daù Sarret », à l'initiative de Jules Baudou, qui en fut le premier conservateur.
Niché au cœur du centre historique, dans un hôtel Renaissance situé dans la rue de la Fraternité, au sein duquel Mgr Louis Fouquet avait installé au XVIIe siècle l'œuvre de la charité, le Musée agathois Jules-Baudou, fondé en 1935, présente les arts et traditions de la cité d'Agde. Au gré de ses trois niveaux et de ses 27 salles, refaites en 2011 et 2012, il invite les visiteurs à découvrir la vie d'Agde, de l'Antiquité à nos jours.
L'importante section de beaux-arts est constituée principalement de tableaux des trois frères Azéma, natifs d'Agde : Louis Azéma, qui fut aussi chanteur d'opéra, Ernest Azéma et Auguste Azéma.
Le musée de l'Éphèbe est consacré à l'archéologie sous-marine et subaquatique, tandis que le musée d'Agde est tourné vers la vie quotidienne des Agathois. Un voyage à travers les siècles permet notamment de découvrir le folklore et les activités maritimes et viticoles de la ville. De l'Antiquité jusqu'au XVIIIe siècle, Agde fut l'un des ports de commerce les plus importants de Méditerranée. Une activité de commerce et de pêche, encore présente aujourd'hui. De nombreuses maquettes, ainsi qu'une très belle collections d'ex-votos, dont plusieurs sont dus à Antoine Roux (1765-1835), témoignent de ce long passé maritime.
La tradition est toujours présente à Agde. Ainsi, aujourd'hui encore, les femmes de la ville revêtent le sarret (coiffe en dentelle fine) et le costume de Belle Agathoise à l'occasion des grandes fêtes traditionnelles comme la Fête de la Mer et des Pêcheurs, le Trophée du Languedoc ou la Fête du Vin Nouveau. Au musée, de nombreuses vitrines et peintures présentent leurs coiffes, dentelles et cachemires, leurs robes et accessoires, au travers notamment de reconstitutions de la vie quotidienne aux XIXe et XXe siècles. Plusieurs reconstitutions d'intérieurs, à partir de mannequins de cire de Pierre Imans, évoquent également la vie d'antan.
De nombreuses pièces de faïences des XVIIe et XVIIIe siècles et de mobilier sont exposées. La pharmacie de l'hôpital d'Agde se trouve reconstituée.
Il a reçu le label musée de France en 2002.

## Collections
Ses collections s'articulent autour de trois grands thèmes.

### Folklore et vie quotidienne
Reconstitutions d'intérieurs, joutes, costumes traditionnels et dentelles.

### Mer et terre
Maquettes de bateaux, cabine du Capitaine, instruments de navigation, vigne et vin.

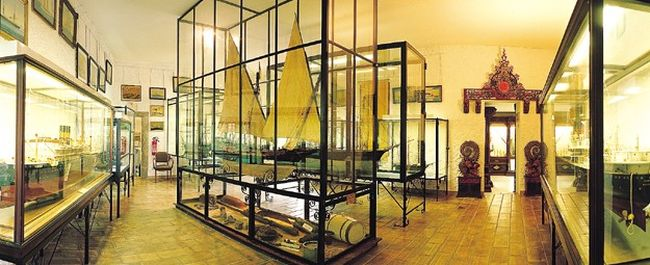
La salle des maquettes navales

### Mobilier et Arts
Les pièces les plus remarquables sont les meubles Art Nouveau créés dans les années 1898 par Léon Cauvy et Paul Arnavielhe. Une partie de ce mobilier provient de la Villa Laurens et avait été commandée par Emmanuel Laurens. Une section présente aussi des arts d'Extrême-Orient, dans de monumentales vitrines provenant de l'exposition universelle de Paris de 1889.

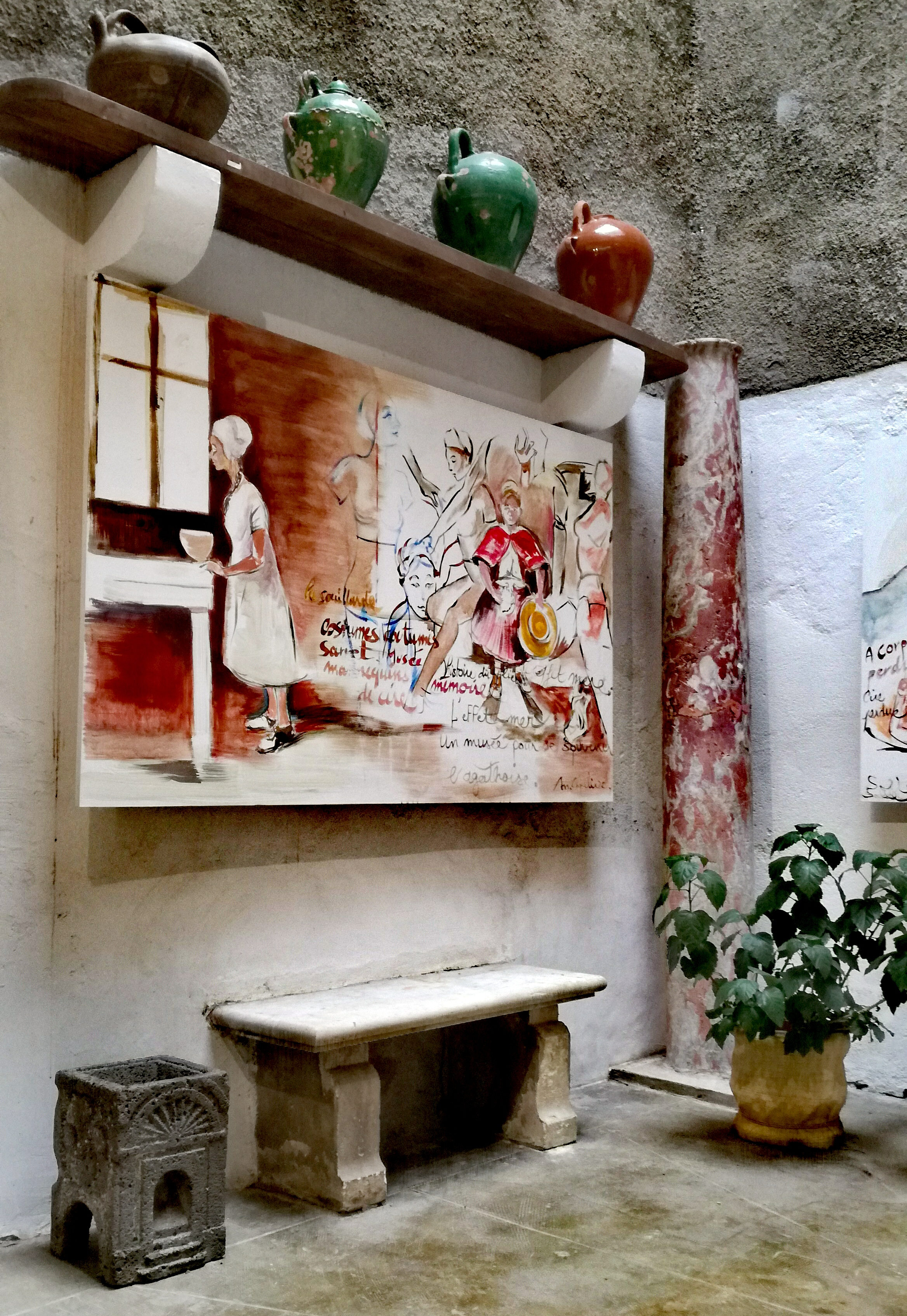
Cour du potier, œuvre originale créée par Matthieu Capelier (visible de septembre 2017 à mai 2018)
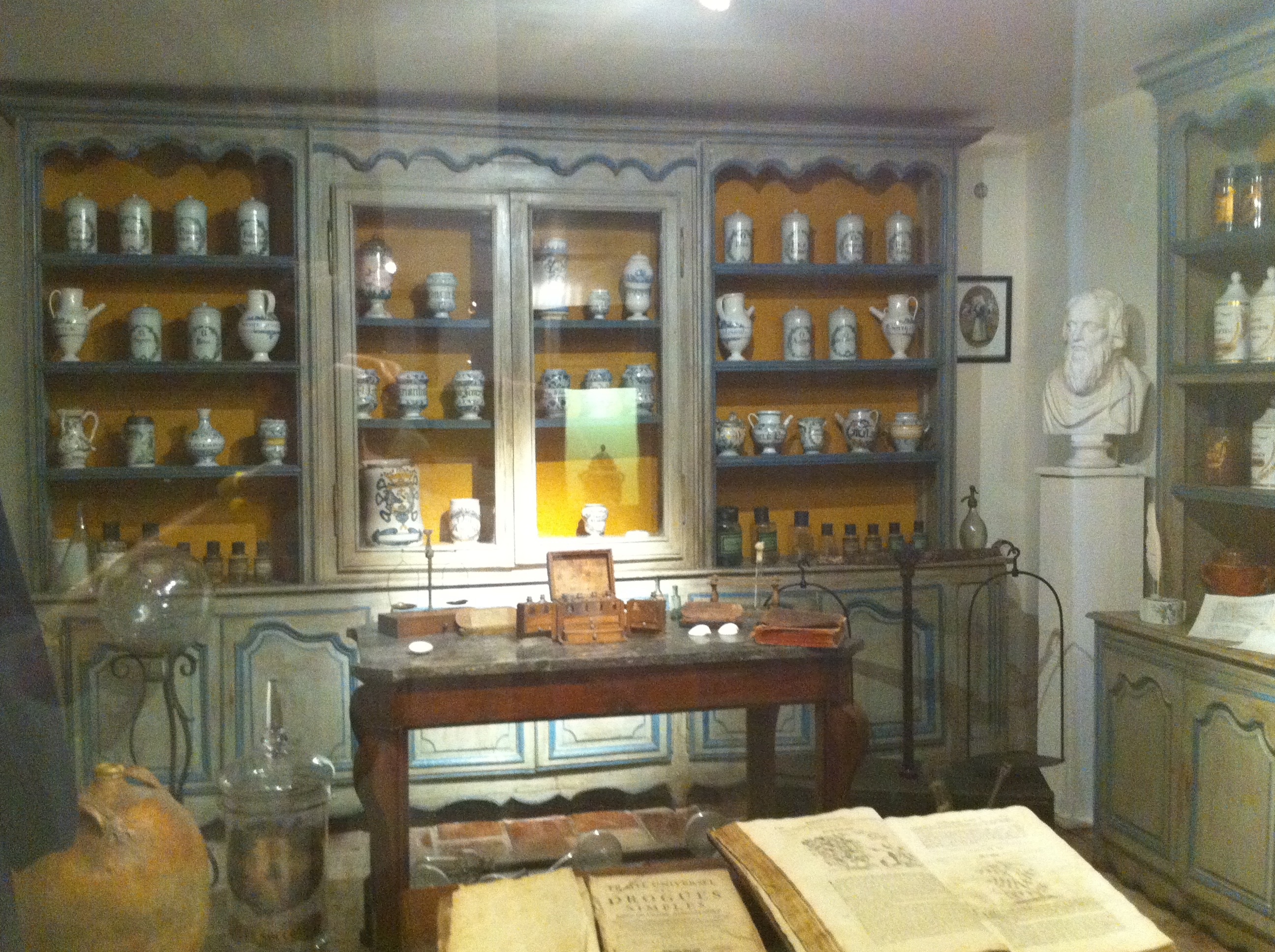
Pharmacie historique rappelant la vocation première de l'hôtel de la Charité, fondé en 1699 par Mgr Fouquet, évêque d'Agde.
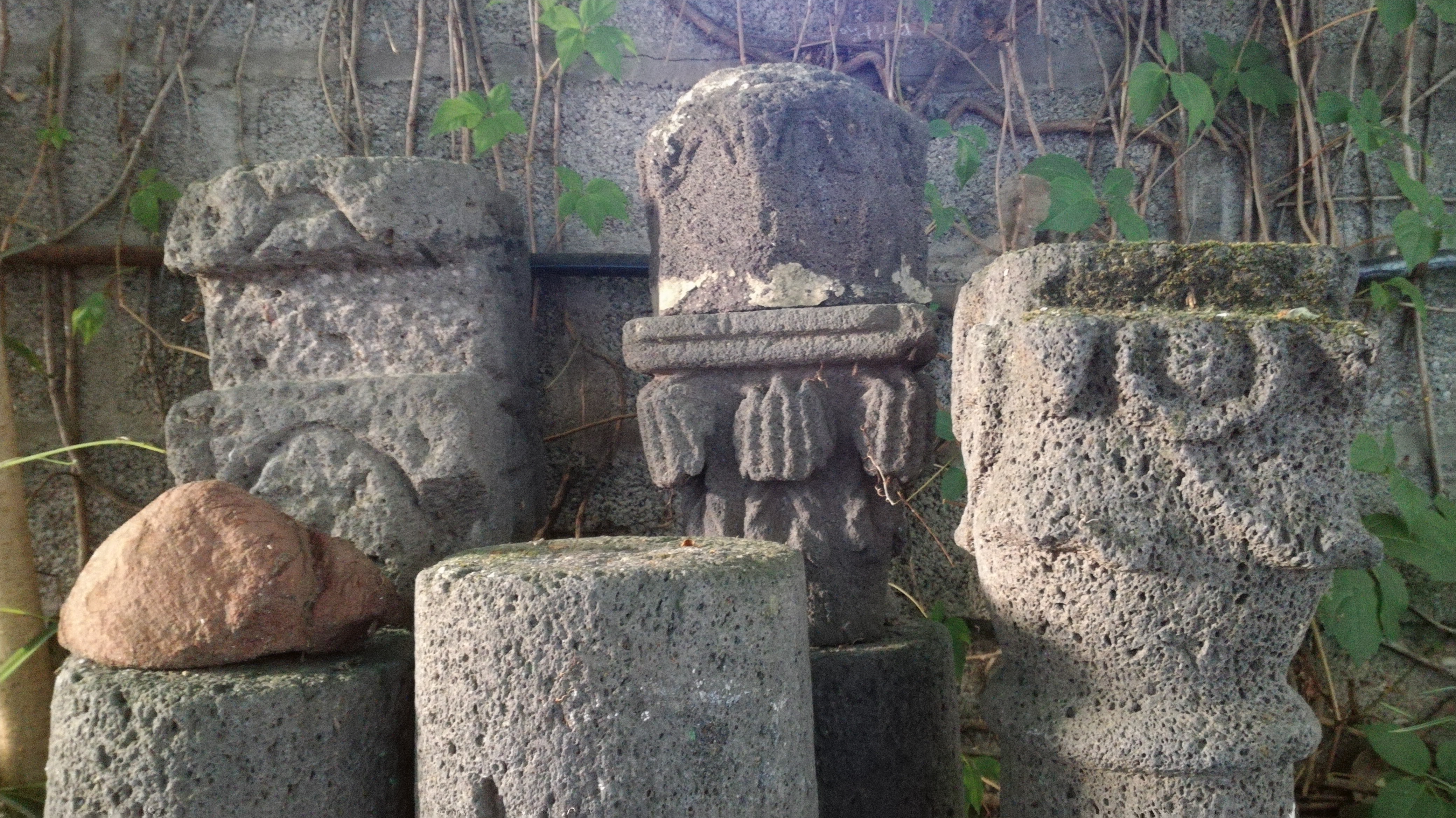
Pierres médiévales en basalte dans la cour du musée.